# Das Feuerschiff (2008)
Das Feuerschiff ist die dritte Verfilmung vom NDR der gleichnamigen Erzählung des deutschen Schriftstellers Siegfried Lenz aus dem Jahr 2008. Der Stoff wurde bereits 1962 und 1985 verfilmt.

## Handlung
Johann Freytag,  langjähriger Kapitän eines Feuerschiffs, leitet als Erzähler und offensichtliche Stimme aus dem Jenseits die Erzählung ein. Dabei nimmt er das Ende vorweg.
Freytag holt seinen Sohn Fred aus einer Klinik ab, wo Fred wegen einer Verletzung nach einem Autounfall unter Alkoholeinfluss lag.
Die Szene wechselt zu einem Überfall auf einen Geldtransport, bei dem es zu einem Schusswechsel kommt.
Freytag fährt mit seinem Sohn an die Küste und stellt ihn an der Landfunkstelle seiner Verlobten Inga vor. Anschließend nimmt er Fred mit auf das Feuerschiff, um die letzte Wache anzutreten, bevor das Schiff außer Dienst genommen wird. Freytag will, dass sein Sohn mit eigenen Augen sieht, was sein Vater macht.
Am Kai sitzt Pfeife rauchend ein alter Angler: Siegfried Lenz, Autor der dem Film zugrunde liegenden Erzählung in einem Cameo-Auftritt. Lenz wird freundlich begrüßt und in einem Wortspiel mit seinem Namen erwähnt.
Die Barkasse setzt über zum Feuerschiff „Borkumriff“, das verankert vor der Küste liegt. Freytag stellt
Fred die Mannschaft vor: Rethorn, seinen Ersten Offizier, den Matrosen Ole,  Maschinist Soltow und Funker Gombert, den Bootsmann Zumpe sowie Trittel, den Schiffskoch.
Sofort stellt sich Krähe Rita ein, die in der Handlung noch eine Rolle spielen wird und zu der Matrose Ole eine besondere Beziehung pflegt.
Zwischen Johann Freytag und seinem Sohn schwelt ein ungelöster Konflikt: Freytag nimmt Fred den alkoholbedingten Unfall übel. Fred seinerseits glaubt an das Versagen seines Vaters während eines Überfalles auf sein Schiff, bei dem ein Besatzungsmitglied gestorben war.
Freytag und Fred bemerken ein havariertes Motorboot, dessen Besatzung mit einer Leuchtrakete um Hilfe ersucht. An Bord genommen, stellen sich die drei Männer als Dr. Caspary und die Brüder Edgar und Eugen Kühl vor, deren Maschine während eines vorgeblichen Angelausflugs gestreikt hätte. Als Freytag den Havaristen erklärt, ihre Maschine instand zu setzen, die Männer aber alsbald wieder von Bord bringen zu wollen, verbietet Caspary Freytag, Hilfe von der Wasserschutzpolizei anzufordern.
Bootsmann Zumpe entdeckt auf dem havarierten Boot eine Maschinenpistole. Gleichzeitig erfahren die Männer der „Borkumriff“ über das Bordfernsehen von dem Überfall auf den Geldtransport, bei dem zwei Menschen getötet wurden und begreifen, wen sie an Bord genommen haben. Caspary und seine Komplizen sind also auf der Flucht und gedenken zunächst, sich mit dem reparierten Boot wieder abzusetzen.
Die Mannschaft neigt bald dazu, die Gangster überwältigen zu wollen. Freytag warnt alle eindringlich davor, weil Casparys Leute bewaffnet sind. Fred versucht, ein sich näherndes SAR-Schiff zu alarmieren, wird aber von den Gangstern gehindert und das Schiff dreht ab.
Caspary, offensichtlich der Rädelsführer, ist im Gegensatz zu seinen cholerischen und unberechenbaren Komplizen ein gebildeter, ruhig und zivilisiert auftretender Mann, aber mit eiskalter Berechnung. Er erklärt Freytag unmissverständlich, keinen Widerstand zu dulden.
Ein erster Zwischenfall ereignet sich, als Eugen, einer der Gangster, den Matrosen Ole provoziert, der die Krähe füttert. Als es zum Streit kommt, erschießt Eugen die Krähe. Der Funker Gombert versucht, Eugen zu töten und wird von Freytag im letzten Moment davon abgehalten.
Die Mannschaft befindet sich nun in äußerster Erregung. Es entwickeln sich zunehmende Spannungen zwischen Freytag und seiner Besatzung, die weiter an Plänen arbeitet, die Gangster mit Gewalt auszuschalten. Hasserfüllt macht Fred seinem Vater Vorhaltungen, sich vor vielen Jahren bei der Verhinderung eines Überfalles auf sein Schiff feige verhalten und ein Crewmitglied des Schiffs habe sterben lassen. Freytag gerät zwischen alle Fronten und versucht verzweifelt, an seinen Grundsätzen von Pflichterfüllung, Verantwortung für die öffentliche Sicherheit und Gewaltvermeidung festzuhalten.
Am Morgen nach der ersten Wache entdeckt Freytag, dass Casparys Boot von der Leine geschnitten wurde und verschwunden ist. Die Situation eskaliert. Caspary wird vom Matrosen Gombert niedergeschlagen, in einer Werkzeugkammer eingesperrt, von seinen Komplizen aber wieder befreit. Als Zumpe versucht, einen der Gangster mit einem Marlspieker zu erstechen, wird er erschossen  –  der erste Tote. Erneut glaubt Fred, sein Vater trüge die Schuld.
Von Zumpes Tod unbeeindruckt, warnt Caspary Freytag noch einmal davor, die Situation weiter eskalieren zu lassen und verweist auf die Gewaltbereitschaft seiner Komplizen. Tatsächlich gelingt es Freytag, die Lage vor der Besatzung eines beidrehenden Versorgungsschiffs zu verbergen. 
Caspary entschließt sich nun, Freytag zu zwingen, das Feuerschiff vom Anker zu nehmen, um damit zu flüchten. Freytag aber weigert sich standhaft, gerät erneut mit seiner Crew in Konflikt und droht, ihr Vertrauen zu verlieren. Inzwischen ersticht der Koch in seiner Kombüse den Gangster Eugen und wirft ihn über Bord –  der zweite Tote.
Caspary und Eddie sind in der Folge zu allem bereit, nehmen Freytags Sohn als Geisel und fesseln ihn an einen Mast. Freytag glückt aber das Absetzen einer verschlüsselten Meldung an die Landfunkstelle, die von seiner Verlobten als Notruf identifiziert wird. Sie alarmiert die Wasserschutzpolizei.
Auf dem Schiff kommt es an der Bedienung der Ankerkette zur Tragödie. Fred wird auf Bitten Freytags befreit, dafür beginnt Rethorn, den Anker zu lichten, um das Schiff in Fahrt zu setzen. Freytag will es unterbinden, wird angeschossen, macht das Ankerhieven dennoch rückgängig und bricht zusammen. Fred ersticht Eddie, die Mannschaft überwältigt Caspary.
Sterbend fragt Freytag seinen Sohn, ob das Schiff fährt, Fred verneint. Fred und sein Vater versöhnen sich im Angesicht des Todes.
Johann Freytag meldet sich als Stimme aus dem Jenseits, rechtfertigt seine Handlungen und erklärt die Zeit der Feuerschiffe für beendet.

## Dreharbeiten
Die Dreharbeiten fanden vom 20. Juli 2007 bis 18. August 2007 in Emden und Hamburg statt. Gedreht wurde der Film an 23 Tagen. Das Team spielte dafür auf engstem Raum an Bord des früheren Feuerschiffes „Borkumriff IV“ mitten auf der Nordsee vor Emden. An zwei Tagen konnte die Crew wegen des Sturms nicht an Bord gehen. Etliche Szenen seien wegen des steten Wechsels von Ebbe und Flut unter großem Zeitdruck entstanden. Das Drehbuch stammt von Lothar Kurzawa, Regie führte Florian Gärtner. Am 27. September 2008 wurde der Film das erste Mal gesendet. „Das Feuerschiff“ ist eine Produktion der Aspekt Telefilm GmbH im Auftrag des NDR, gefördert mit Mitteln der nordmedia Fonds GmbH in Niedersachsen und Bremen.